# Egil Borgen Johansen
Egil Borgen Johansen (* 14. März 1934 in Stavern, Vestfold; † 5. März 1993 in Larvik, Vestfold) war ein norwegischer Bogenschütze.
Johansen, der für Larvik Bueskyttere startete, nahm an den Olympischen Spielen 1972 in München teil und beendete den Wettkampf im Bogenschießen als schlechtester von drei Teilnehmern seines Landes mit 2219 Ringen auf Rang 48.